# آندریاس اسکوف اولسن
آندریاس اسکوف اولسن (انگلیسی: Andreas Skov Olsen؛ زادهٔ ۲۹ دسامبر ۱۹۹۹) بازیکن فوتبال اهل دانمارک است.
از باشگاه‌هایی که در آن بازی کرده‌است می‌توان به باشگاه فوتبال بولونیا و باشگاه فوتبال نورشلان اشاره کرد.
وی همچنین در تیم‌های ملی فوتبال زیر ۲۱ سال دانمارک، و دانمارک بازی کرده‌است.